# Instytut Nauk o Polityce i Administracji Uniwersytetu Kardynała Stefana Wyszyńskiego w Warszawie

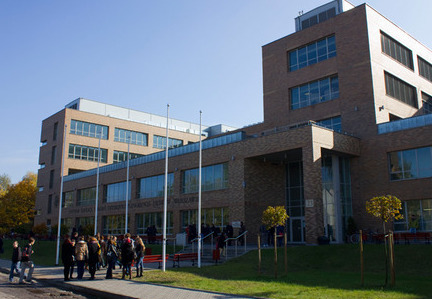
Siedziba Instytutu Nauk o Polityce i Administracji UKSW

Instytut Nauk o Polityce i Administracji Uniwersytetu Kardynała Stefana Wyszyńskiego w Warszawie (poprzednia nazwa: Instytut Politologii) – jednostka dydaktyczno-naukowa należąca do struktur Wydziału Społeczno-Ekonomicznego Uniwersytetu Kardynała Stefana Wyszyńskiego w Warszawie. Istnieje od 1999 roku. Dzieli się na 4 katedry, w ramach których funkcjonuje 9 zakładów. Posiada uprawnienia do nadawania stopnia naukowego doktora oraz doktora habilitowanego nauk społecznych w zakresie nauki o polityce. Instytut oferuje studia na kierunkach: politologia (studia licencjackie, magisterskie i doktoranckie), europeistyka (studia licencjackie) oraz bezpieczeństwo wewnętrzne (studia dzienne licencjackie, studia zaoczne licencjackie i zaoczne magisterskie). Aktualnie w Instytucie kształci się 1000 studentów na wszystkich kierunkach i rodzajach studiów. Siedzibą Instytutu jest gmach położony przy ulicy Wóycickiego 1/3 w Warszawie. Od 2012 roku funkcję Dyrektora Instytutu pełni prof. dr hab. Radosław Zenderowski. W rankingu miesięcznika „Perspektywy” na rok 2019 kierunek politologia prowadzony w Instytucie Politologii UKSW został sklasyfikowany na 4 miejscu (spośród 14 kierunków uwzględnionych w porównaniu). 

## Adres
Instytut Nauk o Polityce i Administracji
Uniwersytet Kardynała Stefana Wyszyńskiego w Warszawie
ul. Wóycickiego 1/3, bud. 23, pok. 226
01-938 Warszawa

## Władze (2016-2020)
Dyrektor: prof. dr hab. Radosław Zenderowski
Zastępca Dyrektora: dr Andrzej Rudowski

## Kierunki kształcenia
Instytut kształci studentów na 3 kierunkach:
- politologia (studia licencjackie, magisterskie, doktoranckie)
- europeistyka (studia licencjackie)
- bezpieczeństwo wewnętrzne (studia dzienne licencjackie, studia zaoczne licencjackie, studia zaoczne magisterskie).

## Działalność naukowa
Na tle innych ośrodków politologicznych w Polsce Instytut Nauk o Polityce i Administracji UKSW odróżnia się specyfiką prowadzonych badań odnoszących się przede wszystkim do tzw. miękkiej politologii (myśl polityczna, filozofia polityki, aksjologia polityki, etyka polityczna). Jest rozpoznawany w kraju oraz za granicą także dzięki badaniom naukowym dotyczącym relacji religii i polityki oraz procesów politycznych i kulturowych w Europie Środkowo-Wschodniej.
Instytut Politologii UKSW wydaje czasopismo naukowe „Chrześcijaństwo-Świat-Polityka”, które znajduje się na liście B czasopism punktowanych Ministerstwa Nauki i Szkolnictwa Wyższego z liczbą 20 punktów.
Wraz z innymi 22 ośrodkami politologicznymi Instytut wydaje również kwartalnik „Athenaeum”.

## Historia
Instytut Nauk o Polityce i Administracji UKSW działa od roku 1999 (w latach 1999–2019 nosił nazwę Instytut Politologii). Twórcą i założycielem Instytutu jest wybitny polski teolog i politolog prof. dr hab. Helmut Juros (były Rektor ATK), który kierował Instytutem do roku 2005. Geneza Instytutu i kierunku studiów „politologia” sięga specjalizacji, która w okresie istnienia Akademii Teologii Katolickiej, a później UKSW, występowała pod różnymi nazwami: katolicka nauka społeczna (1982), chrześcijańskie nauki społeczne (1991), politologia i nauki społeczne (1993), a w końcu – politologia (1999). Niewątpliwym osiągnięciem jest przeobrażenie się w ciągu kilku lat specjalizacji katolicka nauka społeczna w kierunek politologia, spełniający wszystkie wymagane standardy naukowe i edukacyjne. Na „mapie” politologii w Polsce Instytut znalazł jemu właściwe, specyficzne miejsce. Posiada dobrą markę w obszarze szkolnictwa wyższego i w opinii publicznej. Dzięki indywidualnym kontaktom i zaangażowaniu jego pracowników Instytut cieszy się uznaniem w polskich i zagranicznych środowiskach naukowych oraz pozanaukowych (politycznych, kościelnych).

## Poczet dyrektorów
- prof. dr hab. Helmut Juros (1999–2005)[7]
- prof. dr hab. Piotr Mazurkiewicz (2005–2008)
- prof. dr hab. Aniela Dylus (2008–2012)[8]
- prof. dr hab. Radosław Zenderowski (od 2012)

## Struktura organizacyjna

### Katedra Stosunków Międzynarodowych i Studiów Europejskich
- Kierownik: prof. dr hab. Radosław Zenderowski

Zakład Stosunków Międzynarodowych
- dr hab. Anna Skolimowska, prof. UKSW (kierownik zakładu)
- dr hab. Jarosław Drozd, prof. UKSW
- dr hab. Piotr Bajda, prof. UKSW
- dr Monika Brzezińska
- dr Bartosz Rydliński

Zakład Studiów Europejskich
- dr Monika Trojanowska-Strzęboszewska (kierownik zakładu)
- dr Piotr Burgoński
- dr Kazimierz Pawlik

### Katedra Polityk Publicznych
- Kierownik: dr hab. Janusz Balicki, prof. UKSW

Zakład Polityki Społeczno-Gospodarczej
- dr hab. Piotr Broda-Wysocki, prof. UKSW (kierownik zakładu)
- dr hab. Tadeusz Kamiński, prof. UKSW
- dr Łukasz Kaczmarczyk
- dr Małgorzata Pawlus

Zakład Polityki Bezpieczeństwa
- dr hab. Krzysztof Cebul,prof. UKSW (kierownik zakładu)
- dr hab. Zbigniew Mikołajczyk, prof. UKSW
- dr Grzegorz Abgarowicz

### Katedra Teorii Polityki i Myśli Politycznej
- Kierownik: prof. dr hab. Piotr Mazurkiewicz

Zakład Teorii Państwa i Teorii Polityki
- dr hab. Janusz Węgrzecki, prof. UKSW (kierownik zakładu)
- dr hab. Paweł Kaczorowski, prof. UKSW

Zakład Filozofii i Myśli Politycznej
- prof. dr hab. Zbigniew Stawrowski (kierownik zakładu)
- dr Mariusz Sulkowski

Zakład Kulturowych Podstaw Polityki
- dr hab. Michał Gierycz, prof. UKSW (kierownik zakładu)
- dr hab. Sławomir Sowiński, prof. UKSW
- mgr Urszula Góral
- mgr Patrycja Rutkowska

### Katedra Instytucji i Zachowań Politycznych
- Kierownik:  vacat

Zakład Instytucji, Aktorów i Procesów Politycznych
- dr Marek Jarentowski (kierownik zakładu)
- dr Grzegorz Kęsik
- dr Andrzej Rudowski
- dr Kinga Wojtas-Jarentowska

Zakład Socjologii Polityki
- dr Paweł Matuszewski (kierownik zakładu)
- dr Katarzyna Grzybowska-Walecka